# Abraham Sachs
Abraham (Abe) Sachs (11 décembre 1914 - 22 avril 1983) est un assyriologue américain. 

## Biographie
Il obtient son doctorat en assyriologie en 1939 à l'université Johns-Hopkins .
Il collabore avec Otto Eduard Neugebauer, qu'il rencontre en 1941 lors de la visite de ce dernier à l'Oriental Institute de Chicago. Neugebauer et Sachs travaillent conjointement à la publication de textes astronomiques babyloniens.
En 1948, Sachs se voit offrir (et refuse) la chaire d'assyriologie de l'université Johns-Hopkins en succession de William Albright.
En 1949, il travaille à l'Institut biblique pontifical. En 1952, il reçoit une bourse de voyage de la Fondation Rockefeller pour étudier les journaux astronomiques babyloniens au British Museum, où il a accès aux textes conservés par le pionnier assyriologue britannique Theophilus Pinches entre 1895 et 1900.
Sachs est décédé des suites d'un cancer, laissant la tâche à l'assyriologue autrichien Hermann Hunger.
Il attire l'attention par la réfutation bien informée et humoristique de l'utilisation par Immanuel Velikovsky d'anciens textes astronomiques lors d'un débat à l'université Brown en 1965, que Velikovsky n'a jamais contesté par la suite .